# Zingiber multibracteatum
Zingiber multibracteatum là một loài thực vật có hoa trong họ Gừng. Loài này được Richard Eric Holttum miêu tả khoa học đầu tiên năm 1950.

## Mẫu định danh
Các mẫu định danh bao gồm:
- Z. multibracteatum var. multibracteatum (nguyên chủng): Corner E.J.H. SFN 33174; thu thập ngày 12 tháng 8 năm 1937, cao độ 4.000 ft (1.250 m), Fraser's Hill (Bukit Fraser), miền tây bang Pahang, Malaysia. Mẫu holotype lưu giữ tại Vườn Thực vật Singapore (SING), các isotype lưu giữ tại Trung tâm Nghiên cứu Sinh học Indonesia tại Cibinong (BO) và Naturalis tại Leiden, Hà Lan (L). Một mẫu khác cùng số, cùng địa điểm và ngày thu thập nhưng ở cao độ 1.210 m và tọa độ khoảng 3°43′0″B 101°45′0″Đ / 3,71667°B 101,75°Đ, được lưu giữ tại Vườn Thực vật Hoàng gia tại Edinburgh (E).
- Z. multibracteatum var. viride: Holttum R.E. s.n.; thu thập tháng 8 năm 1946 tại Tanah Rata, cao nguyên Cameron, tây bắc bang Pahang. Mẫu holotype lưu giữ tại Vườn Thực vật Singapore (SING).

## Phân bố
Loài này là bản địa khu vực Malaysia bán đảo (các bang Pahang, Perak). Môi trường sống là rừng thường xanh ẩm ướt miền núi với tầng tán kín.

## Phân loại
Bao gồm 2 thứ là:
- Z. multibracteatum var. multibracteatum: Nguyên chủng.
- Z. multibracteatum var. viride Holttum, 1950: Khác nguyên chủng ở chỗ lá bắc rộng hơn, tới 5 cm, màu xanh lục và lá bắc con rộng 2,4 cm so với lá bắc rộng 2–3 cm, màu tía sẫm và lá bắc con rộng 1,3 cm ở nguyên chủng.

## Mô tả
Thân lá cao tới 3m, mọc thành bụi dày đặc, màu xanh lục. Phiến lá màu xanh lục sẫm, hơi mọng, mặt dưới có lông lụa (ít nhất là ở lá non) che phủ, dài 40 cm, rộng 10 cm, hình elip, đỉnh hình đuôi ngắn, đáy hình nêm. Không cuống lá. Lưỡi bẹ dài ~4 mm, rậm lông cứng; bẹ lá đoạn gần phiến lá và đáy gân giữa rậm lông cứng. Cán hoa khỏe, dài 60 cm, bẹ dài 5–8 cm, không xếp lợp, đỉnh và đáy có lông cứng. Cụm hoa hình trứng, dài 12 cm, đường kính 6 cm; lá bắc nhiều hình dạng. Lá bắc kết đặc, xếp lợp, hơi lồi, mép không cụp trong, dài 3,5–4 cm, rộng 2–3 cm (các lá bắc trên ở phần đáy hẹp hơn), hình trứng ngược, đỉnh thuôn tròn rộng, mép rất mỏng, khô xác rộng ~1,5 mm, khi khô mỏng, như lụa về phía đáy, màu tía sẫm. Lá bắc con dài 3-3,5 cm, rộng 1,3 cm, nhẵn nhụi, mỏng. Đài hoa cộng bầu nhụy dài 3 cm, có lông cứng. Ống tràng dài 5 cm, các thùy tràng dài 3 cm, trong suốt, ửng đỏ rất nhạt; thùy tràng lưng đỉnh màu tươi hơn; các thùy tràng bên hợp sinh về phía đáy. Cánh môi màu tía sẫm đốm trắng nhỏ, đặc biệt gần mép, hơi ngắn hơn các thùy tràng hoa; các thùy bên thuôn tròn rộng, dài 1,5 cm, khe giữa các thùy bên và thùy giữa ngắn; thùy giữa thuôn tròn, mép cuốn trong, đỉnh rộng đầu. Mô vỏ bao phấn dài 1,5 cm, mào dài bằng. Nhụy lép mỏng, dài 6 mm.
Z. multibracteatum gần với Z. puberulum về mặt sinh dưỡng, nhưng cụm hoa và màu cánh môi thì gần với Z. spetabile và Z. ottensii.  Nó dường như cũng gần với Z. odoriferum ở Java, nhưng có cụm hoa ngắn hơn và rộng hơn, các lá bắc ngắn hơn còn các lá bắc con thì dài hơn.